# ジハード団
ジハード団（تنظيم الجهاد Tanzīm al-Jihād）は、エジプトのイスラム過激派組織である。

## 概要
イスラム国家の建設とカリフ制の復興を掲げて武装闘争を行っている。ムスリム同胞団の穏健路線に飽き足らない者たちが1970年代頃にいくつかの過激な急進主義の小組織を結成し、これらが1980年に合同したことにより結成された。本来はエジプト政府の打倒を、現在はアメリカやイスラエルを攻撃することをも目標としている。理論的指導者はムハンマド･ファラジュ（1954年-1982年）で、"Islamic-fascism"とも呼ばれるその理論はパンフレット" الفريضة الغائبة "（英語: neglected obligation）によって広く知られた。主な指導者はアフガニスタンで対ソ連戦に加わりウサーマ・ビン・ラーディンに思想的影響を与えたことで知られるアイマン・アッ＝ザワーヒリー。オマル・アブドッラフマーンも同団体と関係が深い。現在はエジプト・イスラム・ジハード団（アラビア語: الجهاد الإسلامي المصري、Egyptian Islamic Jihad、EIJ）と名乗っている。

## 活動
閣僚級のエジプト要人や、アメリカの役人に対するテロ活動を行っている。イスラーム法（シャリーア）以外の法を施行する為政者はムスリム（イスラム教徒）であろうと背教者でありジハードによって排除せねばならないと断じており、そのため1990年代半ばまでは外国人への攻撃よりも国内の要人の暗殺を優先してきた。1981年にはジハード団の計画により、兵士ハリド・イスランブリがアンワル・アッ＝サーダート大統領を暗殺。1993年に内務相暗殺事件、首相暗殺未遂事件を相次いで起こすが、ともに一般民衆を巻き添えにするテロであったためにエジプト国民から激しい非難を受けた。
1980年代にエジプト政府により徹底的な弾圧を受け、1993年からは国外活動重視に転じ、アルバニアに拠点を置く。1995年には在パキスタン・エジプト大使館爆破事件を起こした。その後はウサーマ・ビン・ラーディンのアルカーイダに接近。1998年にビンラーディンの組織した「ユダヤ・十字軍に対する聖戦のための国際イスラム戦線」に参加し、ケニア・タンザニアのアメリカ大使館爆破事件に関与したとされる。
エジプト国内のコプト教徒に対する激しい憎悪・虐殺でも悪名が知られており、他宗教に対する敵対的姿勢で知られている。